# یانگ ایل-اوک
یانگ ایل-اوک (کره‌ای: 장일옥؛ زادهٔ ۱۰ اکتبر ۱۹۸۶) بازیکن فوتبال اهل کره شمالی بود.
وی همچنین در تیم ملی فوتبال زنان کره شمالی بازی کرده است.